# Real Racing 2
Real Racing 2 — видеоигра для мобильных устройств в жанре гоночного симулятора. Разработана и издана Firemint в 2010 году для платформ iOS, Android, OS X Lion и Windows Phone. Является продолжением Real Racing (2010). В игре используется игровой движок Mint 3D.

## Игровой процесс
Игра состоит из четырёх режимов — Карьера, Быстрая Гонка, Гонка на время и Заезд онлайн.
Карьера представляет собой прохождение чемпионатов с покупкой новых автомобилей, апгрейдов и многого другого.
Быстрая гонка — обычная гонка, можно выбрать один из 16 треков и выставить от 1 до 9 кругов. Есть возможность соревноваться с другим игроком по сети.
Гонка на время — единственный режим, повтор в котором можно выложить на YouTube. Здесь ставятся рекорды трасс.
Заезд Онлайн — шанс стать главой комнаты, сложный режим. Комната формируется по рейтингу.

### Автомобили
В игре представлено 30 автомобилей компаний BMW, Chevrolet, Ford, Jaguar, Lotus, McLaren, Volkswagen,Volvo. Все автомобили лицензированы, в основном представлены спорткары 2010 года выпуска, а также 2 автомобиля 2012 и 1995 годов.

## Оценки и мнения
| Сводный рейтинг       | Сводный рейтинг    |
| Агрегатор             | Оценка             |
| --------------------- | ------------------ |
| Metacritic            | 94/100 (HD) 91/100 |
| Иноязычные издания    |                    |
| Издание               | Оценка             |
| IGN                   | 9/10               |
| TouchArcade           | [ 5 ]              |
| 148Apps               | [ 6 ]              |
| The Appera            | 10/10              |
| AppSpy                | 5/5                |
| Slide to Play         | 4/4                |
| TouchGen              | [ 10 ]             |
| Русскоязычные издания |                    |
| Издание               | Оценка             |
| PlayGround.ru         | 10/10              |